# Лыткаринский историко-краеведческий музей
Лыткаринский историко-краеведческий музей (Усадьба «Лыткарино») — музей в городе Лыткарино, основан 16 января 1976 года группой энтузиастов как народный краеведческий музей.

## История
В 1918 году в Лыткарино, в бывшей усадьбе князей Чернышевых, открылся музей помещичьего быта, включивший в себя большую часть из собрания усадьбы. В 1920 году музей закрыли по причине въезда в усадьбу коммуны беспризорных детей. Вся коллекция была распределена по музеям СССР.
В 1976 году Исполком Лыткаринского горсовета, под руководством Г. И. Спирина, принял решение «О создании краеведческого музея в городе». Была создана комиссия по созданию музея во главе с П. С. Даньшиным. Для работы комиссии по созданию музея была выделена одна комната в полуподвальном помещении, где проводились заседания краеведов города, обрабатывались документы, хранились поступающие в музей экспонаты. К началу 1977 года музей размещался уже в трёх комнатах, и в его фондах числилось около 400 предметов. В апреле 1977 года была проведена первая экскурсия для посетителей.
29 мая 1990 года состоялось официальное открытие Лыткаринского историко-краеведческого музея в стенах бывшей усадьбы князей Чернышевых.
В декабре 1998 года в музее открылся планетарий, при котором в данное время действует детский клуб любителей астрономии.
Осенью 2000 года Постановлением Главы города музей был реорганизован в муниципальное учреждение «Лыткаринский историко-краеведческий музей». 30 ноября 2010 года Постановлением № 455-п Главы города изменён тип бюджетного учреждения на Муниципальное казенное учреждение.
Собрание музея включает в себя коллекции палеонтологии, археологии, предметов народного быта, живописи, в том числе древнерусской, нумизматики, документов и фотоматериалов.
С 2011 года Лыткаринский музей участвует в акциях Международный день музеев и Ночь музеев.
В сентябре 2012 года облагорожена сохранившаяся часть парка усадьбы Чернышевых, установлен памятник Александру Ивановичу Чернышеву.
В 2014 году открыт отдел реставрации тканей. Отдел выполняет все консервационно-реставрационные работы, способствующие сохранению художественных качеств текстиля и шитья, применяя научные методы проведения реставрации.

## Расположение
Музей находится в 1 километре от центра города Лыткарино.

## Структура
- В музее имеются архив, научная библиотека, отдел Планетарий, отдел реставрации тканей.

## Единицы хранения
- 30 081, из них 20 885 — предметы основного фонда.
- Наиболее ценные и уникальные коллекции:
  - Зеркало, Италия, Конец XIX века
  - Рояль «S. Stehling», Конец XVIII века
  - Часы, Италия «Le Roi. Pazich», 1853 год
  - Рабочий инструмент Домашняя мельница (крупнорушка), д. Лыткарино, XIX век
  - Ткацкий стан, Ярославская область, Конец XIX века
  - Сундук, д. Лыткарино, Начало XX века

## Издания, выпущенные музеем
- «Город Лыткарино и его история». — Лыткарино.
- Спарышкина А. В. «Камень — символ нашего города». — Лыткарино.
- «Святыни родного края». — Лыткарино, 2000.
- «195 лет церкви свв. апп. Петра и Павла». — Лыткарино, 2000.
- «Село Петровское и Петропавловская церковь». — Лыткарино: Медиа-Пресс, 2006.
- Пахомова Л. М. и др. «Лыткарино в зеркале истории», т. 1. — Лыткарино: Истоки, 2008.
- Кочеткова В. В. «Усадьба Лыткарино и её обитатели». — Лыткарино: Древлехранилище, 2008.
- Голубева Н. В. «Александр Иванович Чернышев». — Лыткарино, 2009.
- Голубева Н. В. «Лыткаринские окна». — Лыткарино, 2009.
- Голубева Н. В. «Музейная азбука». — Лыткарино, 2010.